# Abbadites
Els abbadites, abbàdides, abbadís o Banu Abbad (en àrab بنو عباد, Banū ʿAbbād, o العباديون, al-ʿabbādiyyūn) foren una important dinastia que va governar l'emirat d'Ixbíliya, que incloïa el sud-oest de la península Ibèrica, que governaren del 1023 al 1091.
La dinastia la va fundar Abu-l-Qàssim Muhàmmad ibn Ismaïl de la tribu dels Banu Lakhm, que havien estat reis de Hira. Va organitzar la població per fer front als amazics que dominaven moltes regions del califat. Evità prendre el títol reial i va governar en nom d'un personatge que es va fer passar per Hixam II. Fou conegut com a Ibn Abbad i a la seva mort, el 1042, el va succeir el seu fill Abbad ibn Muhàmmad al-Mútadid (1042-1068/1069), poeta que va governar des de l'alcàsser de Sevilla i que va dirigir les campanyes militars a través dels seus generals. Gràcies a aquestes foren incorporades a Sevilla les petites taifes veïnes de Mértola (1044), Huelva i Santa Maria d'Algarve (1051), Niebla (1053), Algesires (1055), Silves (1063), Ronda (1065), Morón (1066), Carmona (1067) i Arcos (1069). Va matar personalment un fill que s'havia revoltat.
A la seva mort el va succeir el seu fill Muhàmmad ibn Abbad al-Mútamid (1069-1091), també poeta, que va tenir com a primer ministre el seu amic i poeta Ibn Ammar que el va trair i el qual finalment va fer matar. Va conquerir les taifes de Còrdova (1070), part de les de Granada i Múrcia (1078). El 1080 va pagar les paries a Alfons VI de Castella amb moneda falsa i el frau fou detectat per l'enviat del castellà, un jueu, a qui el rei va fer crucificar empresonant a la delegació castellana. Alfons VI va respondre amb una devastadora expedició i el 1085 va conquerir Toledo. El rei demanà ajuda a l'almoràvit Yússuf ibn Taixfín. Posteriorment es va enemistar amb aquest i va buscar l'aliança amb el castellà, a qui va lliurar la seva jove Zàïda, que fou concubina del rei castellà i mare de l'infant Sanç Alfónsez.
Finalment una fàtua dels ulemes i el permís del califa abbàssida de Bagdad van autoritzar la deposició de la dinastia per deslleialtat a l'islam pel fet d'haver ajudat els cristians contra altres musulmans. Els almoràvits van assaltar Sevilla el 1091. Va ser fet presoner i va morir en captivitat a Aghmat el 1095.

## Reis abbadites
- Abu-l-Qàssim Muhàmmad ibn Ismaïl ibn Abbad, 1023-1042
- Abu-Amr Abbad ibn Muhàmmad ibn Abbad al-Mútadid, 1042-1069
- Anu-l-Qàssim Muhàmmad ibn Abbad al-Mútamid, 1069-1091